# When I Look at You
"When I Look at You" je balada ameriške glasbenice in igralke Miley Cyrus. Pesem sta napisala John Shanks in Hillary Lindsey, John Shanks pa jo je hkrati tudi produciral. Preko založbe Hollywood Records je pesem izšla 16. februarja 2010 kot drugi singl iz EP-ja Miley Cyrus, The Time of Our Lives (2009). Remix pesmi, ki je naslovljen kot "Te Miro a Ti", izvedel pa ga je španski pevec David Bisbal, je izšel nekoliko kasneje; v njem Miley Cyrus zapoje nekaj kitic v angleščini, med tem ko David Bisbal pesem izvede tako v angleščini kot v španščini. Pesem "When I Look at You" je hkrati tudi del soundtracka za film Poslednja pesem, z njo pa so film tudi promovirali. Pesem se primarno zaigra klavir, besedilo pesmi pa je ljubezensko.
Pesem "When I Look at You" je s strani glasbenih kritikov prejela različne ocene, vendar ni bila tako komercialno uspešna, kot njena predhodnica, pesem "Party in the U.S.A.". Pesem "When I Look At You" je dosegla šestnajsto mesto na lestvici Billboard Hot 100 in se med prvih trideset najboljših pesmi uvrstila tudi v Kanadi, Novi Zelandiji in Avstraliji. Videospot za pesem je režiral Adam Shankman. Pokaže Miley Cyrus med igranjem na velik klavir in še več drugih različnih scen, posnetih v gozdu in na plaži. Izdali so še dve drugi verziji videospota; ena vsebuje odlomke iz filma Poslednja pesem, v drugi pa se pokaže tudi David Bisbal. Miley Cyrus je s pesmijo nastopila na mnogih prireditvah, ter na svoji prvi svetovni turneji, Wonder World Tour (2009).

## Ozadje
Pesem "When I Look at You" sta napisala Hillary Lindsey in John Shanks. Uporabljena je bila za promocijo filma Poslednja pesem iz leta 2010, v katerem je Miley Cyrus (ki je pesem "When I Look at You" izvedla) zaigrala Veronico "Ronnie" Miller, jezno, uporniško najstnico, ki je prisiljena preživeti poletje s svojim odtujenim očetom. Pesem je vključena tudi v soundtrack filma. Pesem je bila tudi del naslednjega glasbenega dela Miley Cyrus, ker pa se je ujemala z zgodbo filma njenega Poslednja pesem, so jo vključili vanj. Miley Cyrus je kasneje povedala, da med izvajanjem pesmi "When I Look at You" razmišlja o svoji družini in ljubezni. "V bistvu je to tisto, o čemer govori film," je dejala. Remix pesmi, naslovljen kot "Te Miro a Ti", v katerem poleg Miley Cyrus poje tudi španski pevec David Bisbal je izšel kasneje; Miley Cyrus v njem kitice zapoje v angleščini, David Bisbal pa poje v španščini in angleščini.

## Sestava
Pesem "When I Look at You" je pop pesem, ki traja štiri minute in osem sekund. Po mnenju Katie Byrne iz MTV News je pesem hkrati tudi balada. Napisana je v ključu e-dur, glas Miley Cyrus pa se razteza čez dve oktavi, od G3 do E5. Pesem se začne s klavirjem, nato pa Miley Cyrus začne pritajeno peti. Po drugem verzu pride na vrsto solo električne kitare. Temu sledijo akordi E–G–D–C–C. Jocelyn Vena iz MTV News je povedala, da pesem "When I Look at You" govori o sanjskem fantu Miley Cyrus.
Po mnenju Byrneove je zadnja kitica - "You appear just like a dream to me" ("Pojavil si se kot iz sanj") - precej domišljiska.

## Sprejem ob izidu

### Kritike
Kritike s strani glasbenih kritikov so bile povprečne in mešane. Novinarka revije Variety, Lael Lowenstein, je pesem označila za "skoraj neizogibno uspešen singl," Heather Phares iz Allmusic pa je napisal: "Ko si pusti ... da pride do izraza pevka balad, Cyrusova zares žari." Phares je dodal še: "Ravno takšna je tudi ob petju balad na EP-ju." Bill Lamb iz spletne strani About.com se s tem ni strinjal in napisal, da sta "dve baladi iz EP-ja 'When I Look At You' in 'Obsessed,' kot dva letaka. Miley Cyrus je ustvarila veliko uspešnico s pesmijo 'The Climb,' vendar ti dve baladi nista tako dobri, saj je obe zapela na različen način in sta preprosto povprečni." Michael Hann iz angleškega časopisa The Guardian je pesem "When I Look at You" označil za eno izmed "najslabših balad" z EP-ja The Time of Our Lives.

### Dosežki
V Združenih državah Amerike je pesem "When I Look at You" ob koncu tedna 23. januarja 2009 pristala na oseminosemdesetem mestu glasbene lestvice Billboard Hot 100. Ob koncu tedna 17. aprila 2009 se je uvrstila na šestnajsto, še pred tem pa na petindvajseto mesto lestvice Billboard Hot 100. Pesem je pristala tudi na osemnajstem mestu Billboardove lestvice Adult Contemporary Chart.
Pesem je doživela precejšen uspeh tudi v Avstraliji in na Novi Zelandiji. Uvrstila se je namreč na petdeseto mesto lestvice Australian Singles Chart in po treh tednih zasedla devetnajsto mesto na tej isti lestvici. Na Novi Zelandiji je pesem "When I Look at You" pristala na sedemindvajsetem mestu. Pesem je zasedla tudi sedemindevetdeseto mesto lestvice UK Singles Chart (Združeno kraljestvo). Ob koncu tedna 1. aprila 2010 je pristala na petinštiridesetem mestu lestvice irske Irish Singles Chart. V Evropi je pesem "When I Look at You" prišla na triindvajseto mesto belgijske lestvice Belgian Tip Singles Chart (Valonija) in devetinštirideseto mesto švicarske lestvice Swiss Singles Chart.

## Videospot
Videospot za pesem "When I Look at You" je režiral Adam Shankman, producent filma Poslednja pesem, snemali pa so ga 16. avgusta 2009 na mnogih področjih v Savannahu, Georgia. "Predpostavka videospota za pesem 'When I Look at You' je to, da predstavimo povezavo med Miley, klavirjem in glasbo, njeno razmerje z Liamom in njeno povezavo s pesmijo," je dejal Shankman, ko so ga povprašali po konceptu videospota. Verjame, da je med snemanjem filma Poslednja pesem do izraza prišla "enkratna kemija" med Miley Cyrus in Liamom Hemsworthom, ki se je nato pokazala tudi v videospotu. Videospot se začne z velikim klavirjem na pomolu, do katerega se sprehodi Miley Cyrus. Nato, oblečena v belo obleko, začne igrati nanj. Avstralski igralec Liam Hemsworth, ki je v filmu Poslednja pesem upodobil Willa Blakeleeja, se pojavi ob klavirju, ko Miley Cyrus ni prisotna. V ostalih delih videospota Miley Cyrus poje in igra na klavir v gozdu, na plaži ali na dvorišču pred dvorcem. Scene, ki v videospot sicer niso bile vključene, prikazujejo Miley Cyrus in Liama Hemswortha med poljubljanjem na polju pšenice. Videospot se konča na podoben način, kot se je začel, s sceno samega klavirja na pomolu. Kasneje so posneli še dve alternativni verziji videospota: ena nadomesti scene z Miley Cyrus in Liamom Hemsworthom z odlomki iz filma Poslednja pesem, druga pa je videospot za remix pesmi, posnet z Davidom Bisbalom. V slednjem romantične scene nadomestijo z Bisbalom med petjem na plaži in v gozdu; te scene je režiral Marc Roussel.
Videospot so uradno izdali 21. februarja 2010 preko kanala ABC Family, vendar se je že od 11. septembra 2009 predvajal na internetu. Jocelyn Vena iz MTV News je čestitala Shakmanu za romantične prizore v videospotu. Dejala je: "Cyrusova je nedvomno odrasla, kar je svetu želela dokazati že nekaj časa. In kljub temu, da v videu ni resnične skladnosti, nam pokaže, da je Miley Cyrus pripravljena zapustiti serijo Hannah Montana." Jefferson Reid iz E! je prvi objavil, da so v videospotu uporabljene tudi scene iz filma Poslednja pesem in dejal, da odlomki produkcijo naredijo visoke vrednosti, "vendar stvari z lahkoto obdržijo na očeh".

## Nastopi v živo
Miley Cyrus je s pesmijo "When I Look at You" leta 2009 nastopila na svoji prvi svetovni turneji,  turneji Wonder World Tour. S pesmijo je nastopila na vsakem koncertu, med nastopom pa je vsakič nosila črno obleko s trakom, podaljšanim do njenih kolen. Nastopi so se pričeli z velikim ekranom, na katerem se je prikazal napovednik za film Poslednja pesem; tako so napovednik prvič predvajali 14. septembra 2009 v Portlandu, Oregon na koncertu v areni Rose Garden Arena, ki je bil hkrati tudi prvi koncert Miley Cyrus v sklopu turneje Wonder World Tour. Miley Cyrus se je nato pojavila z dna odra, ko je sedela na klopci in začela igrati na klavir. Čez pesem je tudi vstala in izvajala pesem dalje, posnetki s filma Poslednja pesem pa so se vrteli v njeni višini. Miley Cyrus je v intervjuju v dokumentarnem filmu, ki so ga snemali med turnejo nastop označila kot "odlomek" iz filma Poslednja pesem in hkrati izrazila tudi razburjenje zaradi življenja najstnice, ki ga je upodobila v filmu. Melinda M. Thompson iz revije The Oregonian je verjela, da je igranje klavirja na prvem koncertu turneje Wonder World Tour med izvedbo pesmi "When I Look at You" dokazalo, da je Miley Cyrus "dekle z mnogimi talenti, ki se je svoje zvezdniške moči pravzaprav komaj začela zavedati." Mikael Wood iz revije The Los Angeles Times, ki je bil prisoten na koncertu 22. septembra 2009 v Los Angelesu, Kalifornija v areni Staples Center je napisal: "Še enkrat, Miley v katero verjamemo je veliko bolj prisiljena kot resnična."
Po izidu te pesmi kot singla je Miley Cyrus 24. marca 2010 z "When I Look at You" nastopila v deveti sezoni pevskega tekmovanja American Idol, v istem mesecu pa je bila mentorica tekmovalcev. Oblečena v dolgo, belo satenasto obleko je z izvedbo pesmi začela, ko je sedela na klopci in igrala na klavir, kasneje pa je vstala in začela peti; v ozadju so se pokazala drevesa in motna svetloba. Katie Byrne iz MTV News je komentirala: "Cyrusova je očitno izkoristila lastni nasvet, da naj se izvajalec poveže z občinstvom in med dramatičnim nastopom naveže očesni stik." Monica Herrera iz revije Billboard je napisala, da Miley po učenju tekmovalcem njim samim "pokaže, kako se to zares dela." Miley Cyrus je s pesmijo kasneje nastopila tudi na MSN Movies. Njen prvi televizijski nastop pesmi zunaj Združenih držav Amerike je bila izvedba pesmi na koncertu Rock in Rio v Lizboni, Portugalska 29. maja 2010. S pesmijo "When I Look At You" je Miley Cyrus 4. junija 2010 nastopila tudi na koncertu Rock in Rio v Madridu, Španija.

## Seznam verzij
- U.S. / AUS CD verzija

1. "When I Look at You" (verzija z albuma) – 4:08

- EU 2-Track CD verzija / digitalna verzija

1. "When I Look at You" (radijska verzija) – 3:43
2. "Party in the U.S.A." (remix Cahill Club) – 5:45

## Dosežki na lestvicah
| Lestvica (2010)                     | Dosežek |
| ----------------------------------- | ------- |
| Australian Singles Chart            | 19      |
| Austrian Singles Chart              | 57      |
| Belgian Tip Singles Chart (Valonci) | 23      |
| Canadian Hot 100                    | 24      |
| Irish Singles Chart                 | 45      |
| New Zealand Singles Chart           | 27      |
| Swiss Singles Chart                 | 49      |
| UK Singles Chart                    | 79      |
| U.S. Billboard Hot 100              | 16      |
| U.S. Adult Contemporary             | 18      |